# موزه تاریخ زادگاه شینسنگومی شهر هینو

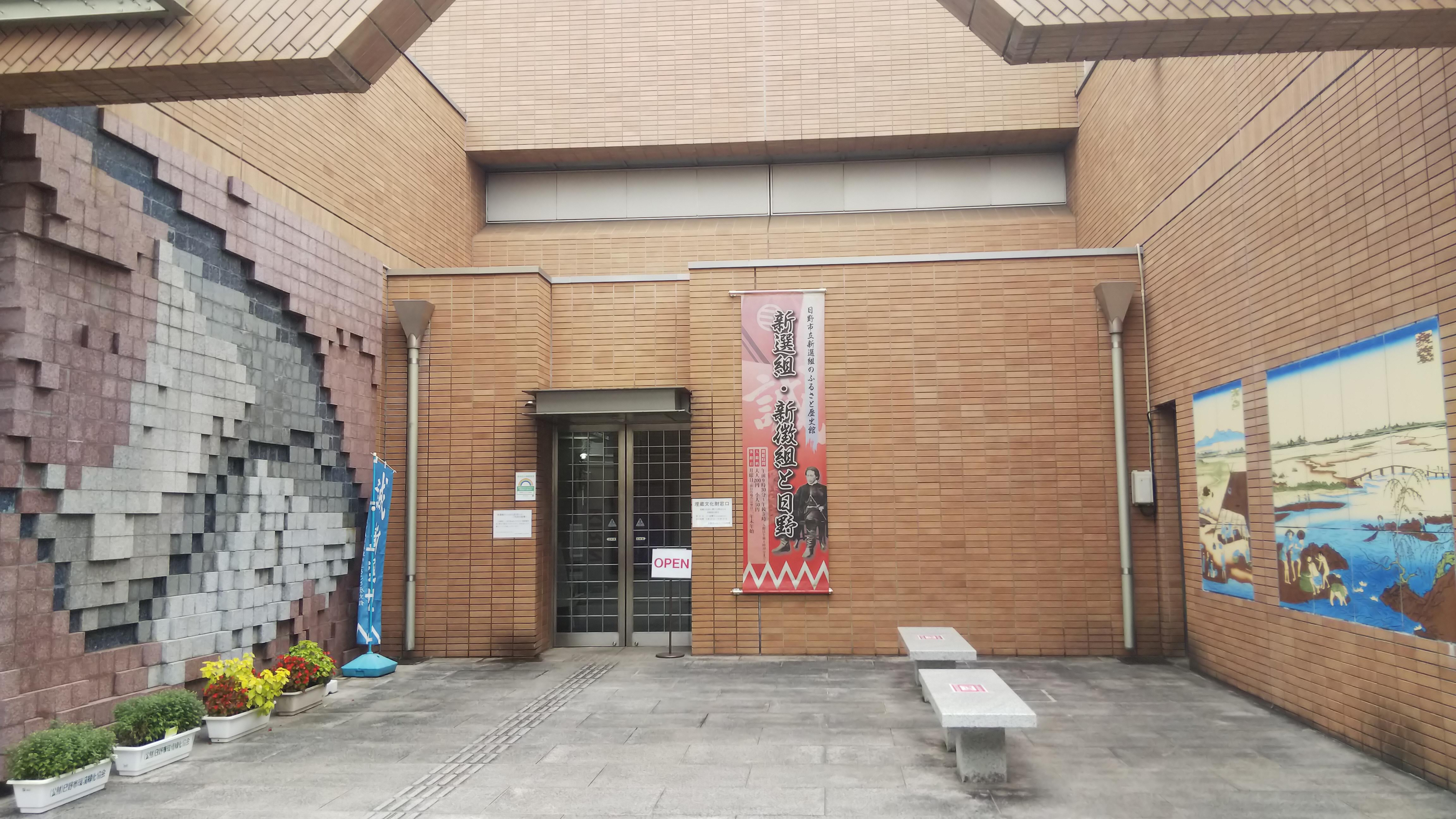

موزه تاریخ زادگاه شینسنگومی شهر هینو (به ژاپنی: 日野市立新選組のふるさと歴史館 ひのしりつ しんせんぐみのふるさとれきしかん)، یک موزه عمومی واقع در شهر هینو، توکیو است.

## نمای کلی
در سال ۲۰۰۵ (هیسه ۱۷) افتتاح شد. این موزه به نمایش، تحقیق و مطالعات در مورد شینسنگومی، کوشو کایدو، هینو-جوکو و سایر موضوعات مرتبط با شهر هینو می‌پردازد.
نمایشگاه دائمی «شینسنگومی، شینچوگومی و هینو» عمدتاً از اسناد تاریخی برای معرفی تاریخ شینسنگومی از بدو تولد تا زوال آنها استفاده می‌کند و همچنین به‌طور منظم نمایشگاه‌های ویژه و نمایشگاه‌های برنامه‌ریزی‌شده برگزار می‌کند. این موزه همچنین دارای یک کتابخانه ضمیمه، هینوجوکو هونجین و مرکز تبادل هینوجوکو است.